# 周维善
周维善（1923年7月14日—2012年8月10日），生于浙江绍兴，中国有机化学家。

## 生平
1949年毕业于上海医学院药学系。中国科学院上海有机化学研究所研究员。
1976年，周维善成功测定了青蒿素的结构，发现新的药物机理——一个罕见的含有过氧基团的倍半萜内酯结构，打破了西方60多年来“抗疟药物化学结构不含氮（原子）就无效”的医学观念。1976年初，在确定青蒿素结构后，对青蒿素进行改造，研制出蒿甲醚。周维善小组就知瑞士诺华制药也在做青蒿素的全合成。1984年，周维善小组抢在瑞士前面成功实现青蒿素的全合成，完全证明其结构准确。1987年周维善生凭此项目获得国家自然科学二等奖，国家发明创作二等奖，中国科学院科技进步一等奖。
1991年当选为中国科学院学部委员(院士)。